# Ivan Plantan
Ivan Plantan (29. dubna 1853 Kočevje – 24. ledna 1920 Lublaň) byl rakouský politik slovinské národnosti z Kraňska, na počátku 20. století poslanec Říšské rady.

## Biografie
Vychodil gymnázium v Novém Městě. V letech 1871–1875 vystudoval práva na Vídeňské univerzitě. Od roku 1876 pracoval jako advokátní koncipient na různých místech (od roku 1883 ve Vídni). Roku 1885 složil notářské zkoušky a od následujícího roku pracoval jako notář v obci Stična, od roku 1888 v obci Radovljica a od roku 1891 v Lublani. V období let 1901–1919 byl předsedou Kraňské notářské komory. Byl aktivní veřejně i politicky. Od roku 1897 zasedal v obecní samosprávě v Lublani, v níž vystupoval jako spojenec starosty Ivana Hribara. Pracoval na novém územním plánu Lublaně a zasloužil se o rozvoj kraňské metropole. Prosazoval zrovnoprávnění slovinštiny v soudnictví a podporoval myšlenku zřízení vrchního zemského soudu a slovinské univerzity v Lublani. Podílel se na vzniku lublaňské spořitelny a od roku 1904 byl místopředsedou jejího vedení, v období let 1908–1909 předsedou. Podnikl cestu do Skandinávie a napsal o ní populární cestopis.
Počátkem století se zapojil i do celostátní politiky. Ve volbách do Říšské rady roku 1901 získal mandát za městskou kurii, obvod Novo mesto, Krško, Višnja Gora. K roku 1901 se profesně uvádí jako prezident Kraňské notářské komory. V parlamentu vstoupil nejprve do Chorvatsko-slovinského klubu, již v dubnu 1901 ale spolu s několika slovinskými poslanci (včetně dvou etnických Srbů z Dalmácie) ustavil poslanecký Jihoslovanský pokrokový klub.